# Hufter
Hufter is een informele aanduiding voor iemand die zich bij herhaling niet conformeert aan de geldende sociale regels en omgangsvormen en zich daarmee schuldig maakt aan asociaal gedrag. Voorbeelden van hufterig gedrag kunnen zijn: verkeersagressie, bumperkleven, met opzet geen voorrang verlenen of regelmatig geluidsoverlast veroorzaken. 

## Herkomst
Het zelfstandig naamwoord hufter, van het werkwoord hufteren (huiveren), werd voor het eerst aangetroffen in Noord-Holland in de tweede helft van de negentiende eeuw. Het stond toen voor 'koukleum', maar ook voor 'bangerik of zwakkeling'. In West-Friesland en op Texel komt nog steeds de kwalificatie 'hufterig weer' voor, voor weer. In de vroege twintigste eeuw werd het meer algemeen gebruikt in de betekenis van 'sufferd' en 'botterik', wat weer evolueerde tot 'schoft'. 
Een oudere theorie geeft als oorspronkelijke betekenis 'iemand die aan de galg hoort'. In dat geval zou het woord afstammen van het Bargoense woord hucht, dat 'paal' of 'galg' betekent. Deze etymologie wordt tegenwoordig als onwaarschijnlijk bestempeld. Ook de herkomst van het woord als afleiding van hu(i)devetter is vermoedelijk onjuist. De Nederlandse taalkundige Piet van Sterkenburg hangt de hypothese aan dat een hufter verwijst naar een inwoner van een huft of hucht (dat later gehucht) werd. Deze bewoners zouden lomp en boers gedrag tentoonspreiden. Deze theorie lijkt echter weinig navolging te vinden. 

## Afleidingen
In Nederland wordt de afgeleide term hufterproof gebruikt voor producten die moeilijk te vernielen zijn voor vandalen.

### "Hufterigheid" / "Verhuftering"
Het begrip hufterigheid werd tussen 2000 en 2002 plotseling populair in de Nederlandstalige media. Ook het begrip verhuftering deed toen zijn intrede en verwees vooral naar agressieve en asociale mensen uit de lagere sociale klassen (tokkies, en deelnemers aan het televisieprogramma Big Brother). In de daaropvolgende jaren werd erkend dat hufters zich onder alle lagen van de bevolking bevinden. 

## Anekdote
Toen de Leidse rechtsfilosoof professor Andreas Kinneging de journalist Rutger Castricum van PowNews in het water dreigde te gooien, werd hem hufterigheid verweten. Het incident volgde nadat de vrouw van Kinneging, de columniste Naema Tahir, zich keerde tegen wat zij "de verhuftering in de journalistiek" noemde, en een oproep deed om Castricum de toegang tot het Binnenhof te ontzeggen.